# Sinagoga din Orhei
Sinagoga din Orhei este un lăcaș de cult evreiesc din orașul Orhei.
Edificiul cu un etaj și o suprafață de aproximativ 100 m² a fost construit în a doua jumătate a secolului al XIX-lea. În 1989, a fost returnată comunității evreiești locale. Este situată lângă locul în care se afla o sinagogă dărăpănată de dinainte de război.